# Promicrogaster apharea
Promicrogaster apharea är en stekelart som beskrevs av Nixon 1965. Promicrogaster apharea ingår i släktet Promicrogaster och familjen bracksteklar. Inga underarter finns listade i Catalogue of Life.